# Metabolismo dei farmaci
Il metabolismo dei farmaci comprende i diversi tipi di reazioni chimiche che avvengono nell'organismo per modificare o degradare il farmaco stesso. Un farmaco, dopo essere stato assorbito, viene appunto trasformato in una diversa molecola, e di seguito eliminato con urine, feci, o altri secreti. Le conseguenze di queste modifiche possono essere diverse:
- il farmaco viene modificato in una molecola diversa, che tuttavia mantiene l'azione terapeutica, prolungando l'effetto del farmaco stesso;
- il farmaco viene trasformato in una molecola diversa, la quale però può essere tossica o male tollerata dall'organismo;
- il farmaco viene trasformato in un prodotto inattivo.

Alcuni farmaci non subiscono metabolismo, vengono quindi eliminati dal corpo umano senza subire variazioni nella loro struttura chimica.
Il metabolismo avviene generalmente all'interno delle cellule umane, anche se in alcuni casi particolari può avere luogo prima; ad esempio, il microbiota umano è in grado di degradare o modificare alcuni principi attivi.
Si possono identificare due diverse tipologie di reazioni metaboliche, denominate in farmacologia come reazioni di fase 1 e reazioni di fase 2.

## Metabolismo di fase I
Le reazioni di fase 1 trasformano le molecole, introducendo diversi gruppi funzionali chimici, e comprendono ossidazioni (catalizzate dal sistema citocromo P450), riduzioni, idrolisi. 
Inoltre, le reazioni di fase 1 sono quelle reazioni che fanno terminare l'azione di un farmaco, ma alcune volte servono ad attivare le azioni (es.il cortisolo viene trasformato in idrocortisolo).
Il farmaco può risultare: attivato, immodificato o nella maggior parte dei casi inattivo.

## Metabolismo di fase II
Le reazioni di fase 2 sono coniugazioni del farmaco con una seconda molecola, detta substrato; il farmaco legato al substrato viene di seguito eliminato. I substrati più comuni sono: glutatione, acido glucuronico, solfato, acetato.
Il metabolismo si svolge grazie all'aiuto degli enzimi: gli enzimi sono proteine che accelerano la velocità delle reazioni, che altrimenti potrebbero avvenire a fatica e con difficoltà. Gli enzimi consentono che la reazione abbia luogo più facilmente perché abbassano l'energia di attivazione della reazione.
Il metabolismo può subire variazioni da individuo a individuo, a causa di differenze genetiche, o ambientali come l'alimentazione, l'esposizione a sostanza, l'assunzione di farmaci. L'assunzione di farmaci o di altre sostanze esterne può infatti dare luogo al fenomeno noto come induzione metabolica. L'induzione metabolica causa una sovrapproduzione di un dato enzima: di conseguenza il farmaco metabolizzato con questo enzima è trasformato e degradato più velocemente del consueto.